# وسرحات (المقبرة 45)
كان النبيل المصري القديم وسرحات مدفونًا في المقبرة 45 في وادي الملوك. ربما عاش خلال حكم تحتمس الرابع. من بين ألقابه كان المشرف على حقول آمون. يُفترض أنه حصل على شرف الدفن في الجبانة الملكية بسبب رتبته.